# Mercedes-Benz O404
A Mercedes-Benz O404 (O 404) a Daimler-Benz és az EvoBus távolsági busza és buszalváza. A busz 1992 és 2001 között volt gyártásban. Három különböző méretben (O404-10, O404-13 és O404-15) és három különböző magasságban (RH, RHD és SHD) volt elérhető. Az alváz pedig két és három tengellyel is kapható volt.

## Története
A Mercedes-Benz O404 gyártását 1992-ben indították el, kiváltva az 1974 óta gyártáson lévő O303-at. Az új típust először az izraeli Egged cég használta.
A modell 1992-ben megkapta az év autóbusza címet, 1996-ban pedig korszerűsítésen esett át.
1992-ben mutatták be a típus emeletes változatát O404 DD jelzéssel, de az időközben bekövetkező piaci változások, illetve a Mercedes és a Setra szövetségbe tömörülése EvoBus néven megpecsételte a busz sorsát, így ebből csak az egyetlen bemutatódarab készült el.
A gyártó 1999-ben mutatta be az új Mercedes-Benz Travego autóbuszt és a Mercedes-Benz OC500RF alvázat, a Mercedes-Benz O404 utódjaként, de az O404 még 2001-ig gyártásban maradt.

## Típusok
- O404 10: 9 méteres kis kapacitású autóbusz
- O404 13: 11 méteres normál kapacitású autóbusz (alapmodell)
- O404 15 RH: 12 méteres normál kapacitású autóbusz
- O404 15 RHD: 12 méteres normál kapacitású, 3,5 méter magasságú autóbusz
- O404 15 SHD: 12 méteres normál kapacitású, 3,7 méter magasságú autóbusz
- O404 DD: 12 méteres emeletes busz (1992-ben készült egyetlen példány; gyártás esetén hét féle felszereltséggel kínálták volna „4, 3 és 2 csillagos” kivitelben)[2]

## Előfordulása

### Világszerte
A típus világszerte elterjedt, mint busz Európaszerte megjelent különböző közlekedési és turisztikai cégek járműállományában; világviszonylatban több járóképes alvázzal is képviseltette magát, amiket megrendelők egyedi vagy belföldi sajátosságok szerinti karosszériával láttak el, például Ausztráliában.

### Magyarországon

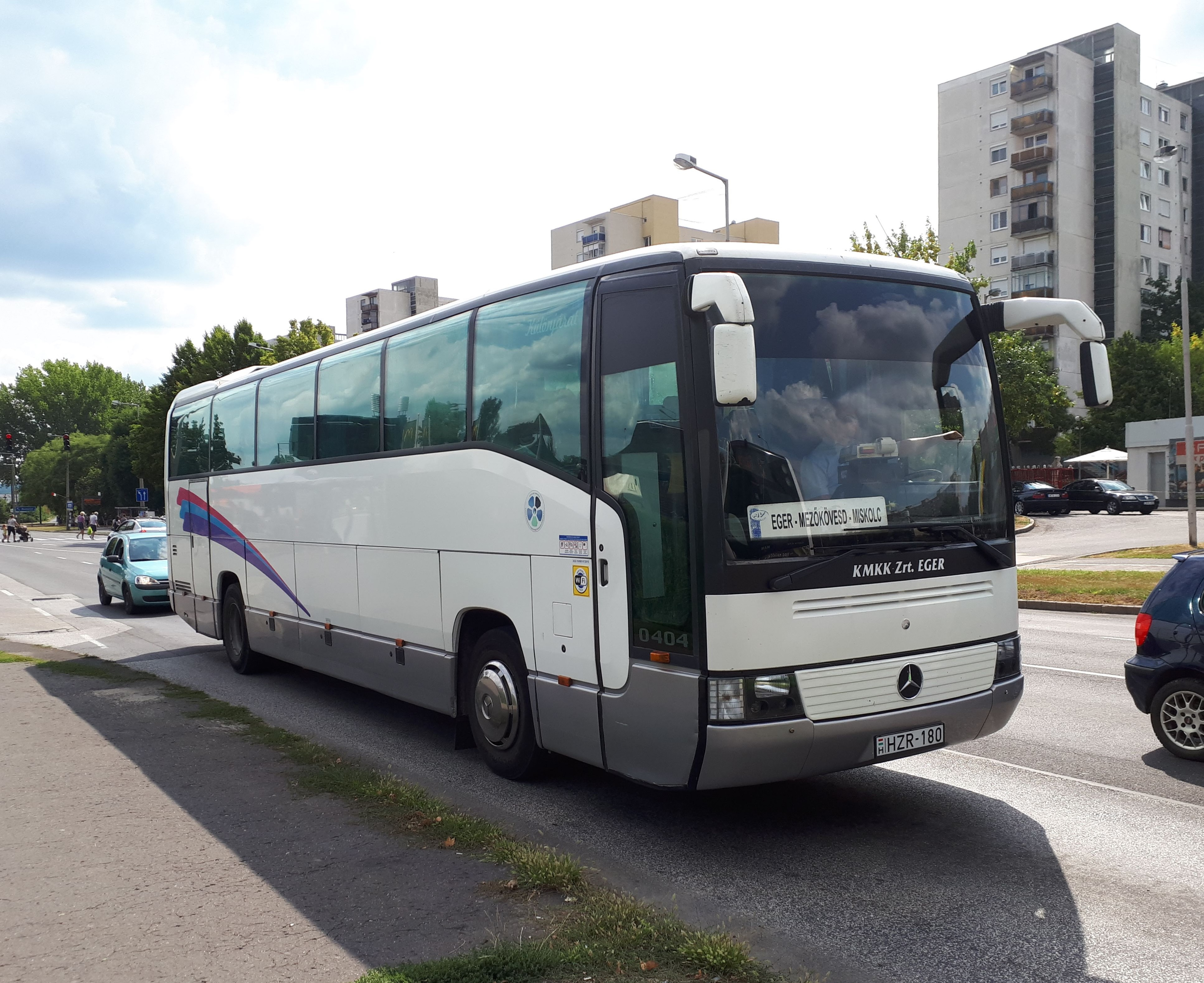
A KMKK egyik Mercedes-Benz O404-je Miskolcon

A magyarországi közlekedési társaságok közül a Középkelet-magyarországi Közlekedési Központ rendelkezik 2 darabbal, illetve a Volánbusz két alvállalkozójának, a T&J Busz Projekt és az Áipli Busz állományában is szerepel.

## Fordítás
- Ez a szócikk részben vagy egészben  a   Mercedes-Benz O404 című angol Wikipédia-szócikk fordításán alapul.  Az eredeti cikk szerkesztőit annak laptörténete sorolja fel. Ez a jelzés csupán a megfogalmazás eredetét és a szerzői jogokat jelzi, nem szolgál a cikkben szereplő információk forrásmegjelöléseként.
- Ez a szócikk részben vagy egészben  a   Mercedes-Benz O 404 című ukrán Wikipédia-szócikk fordításán alapul.  Az eredeti cikk szerkesztőit annak laptörténete sorolja fel. Ez a jelzés csupán a megfogalmazás eredetét és a szerzői jogokat jelzi, nem szolgál a cikkben szereplő információk forrásmegjelöléseként.